# Carrier-Neutral Data Center
Un data center si definisce carrier-neutral (o anche semplicemente neutrale) quando non è di proprietà né gestito da un operatore di telecomunicazioni specifico.
Si distinguono dai telco data center che al contrario sono di proprietà e gestiti da fornitori di servizi di telecomunicazioni. 

## Descrizione
La principale differenza risiede nel fatto che nei data center neutrali vi è la garanzia implicita di totale assenza di conflitti di interesse tra il proprietario, o gestore del data center, nei confronti dei clienti del data center stesso, verso i quali il data center opera appunto seguendo un approccio cosiddetto "neutrale". 
Nei carrier-neutral data center non vi sono impedimenti di natura tecnica o commerciale (ad esempio tariffe speciali) che possano limitare le interconnessioni tra clienti ospitati oppure l'ingresso di clienti con, ad esempio, un data center indipendente dal business delle reti consente ai propri clienti di poter cambiare il proprio provider di servizi di rete con un altro, selezionandolo fra quelli presenti, senza dover spostare fisicamente i propri server in un altro data center. 
In un telco data center il proprietario, trovandosi nella condizione in cui un suo cliente desiderasse approvvigionarsi di servizi telco da suoi concorrenti, potrebbe impedire a questi ultimi l'accesso al proprio data center oppure adottare politiche commerciali (molto più costose rispetto al mercato) che rendano difficile, se non impossibile, la concretizzazione della fornitura.